# Pelecopsis margaretae
Pelecopsis margaretae är en spindelart som beskrevs av C.Constantin Georgescu 1975. Pelecopsis margaretae ingår i släktet Pelecopsis och familjen täckvävarspindlar.
Artens utbredningsområde är Rumänien. Inga underarter finns listade i Catalogue of Life.